# Manaboor, Chikmagalur
Manaboor là một làng thuộc tehsil Chikmagalur, huyện Chikmagalur, bang Karnataka, Ấn Độ.